# Steffi Kriegerstein
Steffi Kriegerstein (3 de novembro de 1992) é uma canoísta de velocidade alemã, medalhista olímpica.

## Carreira
Steffi Kriegerstein representou seu país na Rio 2016 e ganhou a medalha de prata no prova do K4-500m.